# Марла Мейплз
Марла Енн Мейплз (англ. Marla Ann Maples; нар. 27 жовтня 1963, Далтон, Джорджія) — американська акторка і продюсерка. Колишня (друга) дружина Президента США Дональда Трампа. Вони одружилися в 1993 році, через два місяці після народження дочки Тіффані, та розлучилися в 1999 році.

## Біографія
Народилася 27 жовтня 1963 року в Далтоні, (штат Джорджія, США) у родині Стена та Енн Мейплз. Закінчила Вітфілдську північно-західну середню школу, де була зіркою баскетбольної команди.
Після закінчення середньої школи в 1981 році Мейплз брала участь у конкурсах краси. У 1983 році виграла конкурс «Miss Resaca Beach Poster Girl», у 1984 році посіла друге місце на конкурсі «Міс Джорджія США», а у 1985 році виграла «Міс Гавайський Тропік».
З 1986 року знімається в кіно, дебют у кіно — невелика роль у фільмі «Максимальне прискорення». Також є кінопродюсеркою, спродюсувала два фільми: «Доля світу» (2003) і «Шепіт на вітрі» (2005).
У 1993—1999 рр. була одружена з підприємцем Дональдом Трампом, від якого народила дочку — Тіффані Аріану Трамп (нар. 13 жовтня 1993).